# Barthol Barretto
Barthol Barretto (ur. 16 września 1961 w Mahim) – indyjski duchowny rzymskokatolicki, w latach 2017-2023 biskup pomocniczy Bombaju, biskup diecezjalny Naszik od 2024. 

## Życiorys
Święcenia kapłańskie otrzymał 8 kwietnia 1989 i został inkardynowany do archidiecezji bombajskiej. Pracował przede wszystkim jako duszpasterz parafialny, był także m.in. dyrektorem sekcji młodzieżowej w diecezjalnym ośrodku duszpasterskim, dziekanem kilku dekanatów, a także ojcem duchownym i administratorem Kolegium św. Piusa X w Goregaon.
20 grudnia 2016 papież Franciszek prekonizował go biskupem pomocniczym Bombaju i nadał mu biskupstwo tytularne Strongoli. Sakry biskupiej udzielił mu 28 stycznia 2017 kard. Oswald Gracias.
30 grudnia 2023 papież Franciszek przeniósł go na urząd biskupa diecezjalnego Naszik. 